# Lijst van burgemeesters van Hoogkerk
Dit is een lijst van burgemeesters van de voormalige Nederlandse gemeente Hoogkerk in de provincie Groningen.
In 1969 werd Hoogkerk onderdeel van de gemeente Groningen.
| Ambtsperiode | Naam burgemeester                               | Leven     | Partij of stroming | Bijzonderheden |
| ------------ | ----------------------------------------------- | --------- | ------------------ | --- |
| 1811 - 1820  | Gerrit Franke                                   | 1788-1834 |                    | geboren als Gerrijt Franke Schmale te Leegkerk, bij Hoogkerk, eigenaar zeepziederij, later visiteur.                                                                  |
| 1820 - 1835  | Martinus Theodorus Brouwers                     | 1758-1835 |                    | landbouwer, tevens secretaris van het Aduarderzijlvest, ovl. 25 september 1835                                                                                        |
| 1835 - 1838  | Jan Carel Ferdinand baron d'Aulnis de Bourouill | 1811-1883 |                    | |
| 1839 - 1851  | jhr. Willem Johan Hora Siccama                  | 1812-1882 |                    | |
| 1851 - 1865  | Lucas Jacobus Stratingh                         | 1820-1894 |                    | eigenaar zeepziederij, in 1877 burgemeester van Ezinge |
| 1866 - 1906  | Derk Timens Smid                                | 1824-1907 |                    | tevens gemeentesecretaris van Hoogkerk en secretaris van het waterschap Westerkwartier                                                                                |
| 1907 - 1917  | jhr. Scato Gockinga                             | 1851-1943 |                    | oud-burgemeester van 't Zandt en Appingedam |
| 1917 - 1931  | Gerhard van Barneveld                           | 1883-1953 |                    | werd burgemeester van Leek |
| 1931 - 1941  | Frederik Tjaberings                             | 1892-1967 |                    | was burgemeester van Nieuwolda, werd burgemeester van Wymbritseradeel                                                                                                 |
| 1942 - 1945  | Michiel Jan Burema                              | 1900-1984 | NSB                | In 1943 een korte periode waarnemend burgemeester van Marum geweest, afgezet door het Militair Gezag                                                                  |
| 1945         | Eildert Timon Jager                             | 1884-1965 |                    | waarnemend, directeur strokartonfabriek De Halm |
| 1945 - 1946  | Jan Klaasesz                                    | 1907-1997 | PvdA               | waarnemend burgemeester, was waarnemend burgemeester van Haren, werd burgemeester van Wageningen, gouverneur van Suriname en commissaris der Koningin in Zuid-Holland |
| 1946 - 1957  | Regnerus Petrus Reddingius                      | 1895-1957 |                    | was gemeentesecretaris van Hoogkerk |
| 1957 - 1968  | Gerbrand Nijman                                 | 1904-1985 | PvdA               | was wethouder van Alphen aan den Rijn |